# Joe Kleine
Ne doit pas être confondu avec Joe Klein.
Pour les articles homonymes, voir Kleine.
Joseph William Kleine (né le 4 janvier 1962, à Colorado Springs, Colorado) est un ancien joueur américain de basket-ball de NBA.

## Biographie
Kleine est issu de Slater High School à Slater dans le Missouri et a débuté en NCAA à l'Université de Notre Dame. Après sa saison freshman, Kleine est transféré à l'Université de l'Arkansas où il évolue avec Alvin Robertson.
Kleine est sélectionné par les Sacramento Kings au 6e rang de la draft 1985. Kleine connaîtra une carrière de quinze ans en NBA, jouant pour les Kings ainsi que les Celtics de Boston, les Suns de Phoenix, les Lakers de Los Angeles, les Nets du New Jersey, les Bulls de Chicago et les Trail Blazers de Portland. Il remporte un titre de champion en 1998 dans un rôle de remplaçant avec les Bulls. Sa meilleure saison a lieu avec les Kings en 1986, avec une moyenne de 9,8 points par match. Il totalise en NBA 4666 points et 3991 rebonds.
Kleine joua pour la sélection américaine lors du championnat du monde 1982, gagnant la médaille d'argent. Avec son coéquipier Robertson et avec le jeune Michael Jordan, il remporte également la médaille d'or lors des Jeux olympiques 1984 dans l'équipe dirigée par Bobby Knight. Il est actuellement entraîneur assistant des Arkansas Little Rock Trojans à l'Université d'État de l'Arkansas.